# Cupa Cupelor 1986-1987
Sezonul 1986-1987 al Cupei Cupelor a fost câștigat de Ajax, care a învins-o în finală pe Lokomotive Leipzig.

## Prima rundă
| Echipa 1          | Scor gen.   | Echipa 2           | Tur | Retur      |
| ----------------- | ----------- | ------------------ | --- | ---------- |
| Roma              | 2–2 (3–4 p) | Real Zaragoza      | 2–0 | 0–2 (d.p.) |
| Żurrieq           | 0–7         | Wrexham            | 0–3 | 0–4        |
| B 1903            | 1–2         | Vitosha Sofia      | 1–0 | 0–2        |
| Vasas             | 4–5         | Velež Mostar       | 2–2 | 2–3        |
| 17 Nëntori Tirana | 3–1         | Dinamo București   | 1–0 | 2–1        |
| Malmö FF          | 7–2         | Apollon Limassol   | 6–0 | 1–2        |
| Bursaspor         | 0–7         | Ajax               | 0–2 | 0–5        |
| Olympiacos        | 6–0         | Union Luxembourg   | 3–0 | 3–0        |
| Benfica           | 4–1         | Lillestrøm         | 2–0 | 2–1        |
| Waterford United  | 1–6         | Bordeaux           | 1–2 | 0–4        |
| Haka              | 3–5         | Torpedo Moscova    | 2–2 | 1–3        |
| VfB Stuttgart     | 1–0         | Spartak Trnava     | 1–0 | 0–0        |
| Rapid Viena       | 7–6         | Club Brugge        | 4–3 | 3–3        |
| Glentoran         | 1–3         | Lokomotive Leipzig | 1–1 | 0–2        |
| Fram Reykjavík    | 0–4         | Katowice           | 0–3 | 0–1        |
| Aberdeen          | 2–4         | Sion               | 2–1 | 0–3        |

### Prima manșă
| Roma                     | 2 – 0 | Real Zaragoza |
| ------------------------ | ----- | ------------- |
| Di Carlo 23' Gerolin 57' |       |               |

| Żurrieq | 0 – 3 | Wrexham                           |
| ------- | ----- | --------------------------------- |
|         |       | Massey 14' Charles 57' Conroy 65' |

| B 1903        | 1 – 0 | Vitosha Sofia |
| ------------- | ----- | ------------- |
| Mathiesen 50' |       |               |

| Vasas                  | 2 – 2 | Velež Mostar          |
| ---------------------- | ----- | --------------------- |
| Bodnár 12' Szabadi 70' |       | Tuce 22' Skočajić 60' |

| 17 Nëntori Tirana | 1 – 0 | Dinamo București |
| ----------------- | ----- | ---------------- |
| Kola 86'          |       |                  |

| Malmö FF                                                    | 6 – 0 | Apollon Limassol |
| ----------------------------------------------------------- | ----- | ---------------- |
| Elia 5' (o.g.) Larsson 16', 30', 54' Nilsson 27' Palmér 85' |       |                  |

| Bursaspor | 0 – 2 | Ajax                      |
| --------- | ----- | ------------------------- |
|           |       | Bosman 73' van Basten 86' |

| Olympiacos                      | 3 – 0 | Union Luxembourg |
| ------------------------------- | ----- | ---------------- |
| Anastopoulos 1', 47' Togias 55' |       |                  |

| Benfica                | 2 – 0 | Lillestrøm |
| ---------------------- | ----- | ---------- |
| Manniche 21' Nunes 54' |       |            |

| Waterford United | 1 – 2 | Bordeaux                  |
| ---------------- | ----- | ------------------------- |
| Synnott 89'      |       | Girard 33' Vercruysse 61' |

| Haka                         | 2 – 2 | Torpedo Moscova            |
| ---------------------------- | ----- | -------------------------- |
| Paatelainen 38' Törnvall 82' |       | Kobzev 22' N. Savichev 65' |

| VfB Stuttgart       | 1 – 0 | Spartak Trnava |
| ------------------- | ----- | -------------- |
| Allgöwer 88' (pen.) |       |                |

| Rapid Viena                                  | 4 – 3 | Club Brugge                               |
| -------------------------------------------- | ----- | ----------------------------------------- |
| Kienast 44', 56' Brauneder 46' Willfurth 47' |       | Rosenthal 36' Beyens 61' Van der Elst 71' |

| Glentoran  | 1 – 1 | Lokomotive Leipzig |
| ---------- | ----- | ------------------ |
| Cleary 43' |       | Lindner 66'        |

| Fram Reykjavík | 0 – 3 | Katowice                        |
| -------------- | ----- | ------------------------------- |
|                |       | Koniarek 24', 65' Kubisztal 84' |

| Aberdeen                   | 2 – 1 | Sion           |
| -------------------------- | ----- | -------------- |
| Bett 73' (pen.) Wright 81' |       | Débonnaire 40' |

### A doua manșă
| Real Zaragoza                                   | 2 – 0 (d.p.) | Roma                                              |
| ----------------------------------------------- | ------------ | ------------------------------------------------- |
| Señor 44' (pen.), 46' (pen.)                    |              |                                                   |
| García Cortés · Mejías · Yáñez · Ayneto · Señor | 4 – 3        | Desideri · Giannini · Baroni · Boniek · Ancelotti |

| Wrexham                                    | 4 – 0 | Żurrieq |
| ------------------------------------------ | ----- | ------- |
| Massey 10' (pen.), 40' Steel 36' Horne 87' |       |         |

| Vitosha Sofia            | 2 – 0 | B 1903 |
| ------------------------ | ----- | ------ |
| Iskrenov 75' Sirakov 85' |       |        |

| Velež Mostar            | 3 – 2 | Vasas           |
| ----------------------- | ----- | --------------- |
| Jurić 55', 72' Tuce 76' |       | Csorba 80', 89' |

| Dinamo București | 1 – 2 | 17 Nëntori Tirana |
| ---------------- | ----- | ----------------- |
| Cămătaru 80'     |       | Minga 2' Josa 89' |

| Apollon Limassol       | 2 – 1 | Malmö FF    |
| ---------------------- | ----- | ----------- |
| Christodoulou 42', 45' |       | Lindman 13' |

| Ajax                                     | 5 – 0 | Bursaspor |
| ---------------------------------------- | ----- | --------- |
| Bosman 17', 21', 34', 89' van Basten 24' |       |           |

| Union Luxemburg | 0 – 3 | Olympiacos                                      |
| --------------- | ----- | ----------------------------------------------- |
|                 |       | Papachristou 53' Zelelidis 84' Anastopoulos 89' |

| Lillestrøm | 1 – 2 | Benfica                              |
| ---------- | ----- | ------------------------------------ |
| Sundby 2'  |       | Diamantino 25' Bjerkeland 76' (o.g.) |

| Bordeaux                                    | 4 – 0 | Waterford United |
| ------------------------------------------- | ----- | ---------------- |
| Vujović 7', 84' Reinders 85' Vercruysse 89' |       |                  |

| Torpedo Moscova                          | 3 – 1 | Haka               |
| ---------------------------------------- | ----- | ------------------ |
| Y. Savichev 21' Kruglov 38' Gostenin 67' |       | Prigoda 70' (o.g.) |

| Spartak Trnava | 0 – 0 | VfB Stuttgart |
| -------------- | ----- | ------------- |
|                |       |               |

| Club Brugge                                  | 3 – 3 | Rapid Viena                              |
| -------------------------------------------- | ----- | ---------------------------------------- |
| Brylle Larsen 41' Rosenthal 54' van Wijk 88' |       | Kranjčar 53' Weinhofer 57' Halilović 81' |

| Lokomotive Leipzig     | 2 – 0 | Glentoran |
| ---------------------- | ----- | --------- |
| Bredow 36' Richter 90' |       |           |

| Katowice     | 1 – 0 | Fram Reykjavík |
| ------------ | ----- | -------------- |
| Koniarek 82' |       |                |

| Sion                                          | 3 – 0 | Aberdeen |
| --------------------------------------------- | ----- | -------- |
| Leighton 5' (o.g.) Bouderbala 29' Brigger 88' |       |          |

## A doua rundă
| Echipa 1          | Scor gen. | Echipa 2           | Tur | Retur      |
| ----------------- | --------- | ------------------ | --- | ---------- |
| Real Zaragoza     | 2–2 (a)   | Wrexham            | 0–0 | 2–2 (d.p.) |
| Vitosha Sofia     | 5–4       | Velež Mostar       | 2–0 | 3–4        |
| 17 Nëntori Tirana | 0–3       | Malmö FF           | 0–3 | 0–0        |
| Ajax              | 5–1       | Olympiacos         | 4–0 | 1–1        |
| Benfica           | 1–2       | Bordeaux           | 1–1 | 0–1        |
| Torpedo Moscova   | 7–3       | VfB Stuttgart      | 2–0 | 5–3        |
| Rapid Viena       | 2–3       | Lokomotive Leipzig | 1–1 | 1–2 (d.p.) |
| Katowice          | 2–5       | Sion               | 2–2 | 0–3        |

### Prima manșă
| Real Zaragoza | 0 – 0 | Wrexham |
| ------------- | ----- | ------- |
|               |       |         |

| Vitosha Sofia            | 2 – 0 | Velež Mostar |
| ------------------------ | ----- | ------------ |
| Yordanov 54' Sirakov 68' |       |              |

| 17 Nëntori Tirana | 0 – 3 | Malmö FF                              |
| ----------------- | ----- | ------------------------------------- |
|                   |       | Magnusson 47' Larsson 60' Persson 83' |

| Ajax                                             | 4 – 0 | Olympiacos |
| ------------------------------------------------ | ----- | ---------- |
| Bosman 6' Rijkaard 44' van Basten 52' Mühren 83' |       |            |

| Benfica       | 1 – 1 | Bordeaux    |
| ------------- | ----- | ----------- |
| Rui Águas 31' |       | Vujović 18' |

| Torpedo Moscova                 | 2 – 0 | VfB Stuttgart |
| ------------------------------- | ----- | ------------- |
| N. Savichev 31' Y. Savichev 72' |       |               |

| Rapid Viena  | 1 – 1 | Lokomotive Leipzig |
| ------------ | ----- | ------------------ |
| Kranjčar 60' |       | Lindner 38'        |

| Katowice          | 2 – 2 | Sion                 |
| ----------------- | ----- | -------------------- |
| Koniarek 10', 12' |       | Brigger 74' Ciña 78' |

### A doua manșă
| Wrexham                 | 2 – 2 (d.p.) | Real Zaragoza   |
| ----------------------- | ------------ | --------------- |
| Massey 102' Buxton 107' |              | Yáñez 97', 104' |

| Velež Mostar                           | 4 – 3 | Vitosha Sofia                 |
| -------------------------------------- | ----- | ----------------------------- |
| Tuce 44', 84' Gudelj 86' Matijević 88' |       | Iskrenov 42' Sirakov 66', 71' |

| Malmö FF | 0 – 0 | 17 Nëntori Tirana |
| -------- | ----- | ----------------- |
|          |       |                   |

| Olympiacos     | 1 – 1 | Ajax        |
| -------------- | ----- | ----------- |
| Kapouranis 58' |       | Wouters 90' |

| Bordeaux       | 1 – 0 | Benfica |
| -------------- | ----- | ------- |
| Vercruysse 43' |       |         |

| VfB Stuttgart                            | 3 – 5 | Torpedo Moscova                                         |
| ---------------------------------------- | ----- | ------------------------------------------------------- |
| Klinsmann 17' Pašić 31' Sigurvinsson 55' |       | N. Savichev 11', 89' Y. Savichev 13', 37' Plotnikov 28' |

| Lokomotive Leipzig       | 2 – 1 (d.p.) | Rapid Viena |
| ------------------------ | ------------ | ----------- |
| Richter 71' Leitzke 118' |              | Kienast 67' |

| Sion                                  | 3 – 0 | Katowice |
| ------------------------------------- | ----- | -------- |
| Bregy 57' (pen.) Cina 58' Brigger 82' |       |          |

## Sferturi
| Echipa 1           | Scor gen. | Echipa 2        | Tur | Retur |
| ------------------ | --------- | --------------- | --- | ----- |
| Real Zaragoza      | 4–0       | Vitosha Sofia   | 2–0 | 2–0   |
| Malmö FF           | 2–3       | Ajax            | 1–0 | 1–3   |
| Bordeaux           | 3–3 (a)   | Torpedo Moscova | 1–0 | 2–3   |
| Lokomotive Leipzig | 2–0       | Sion            | 2–0 | 0–0   |

### Prima manșă
| Real Zaragoza         | 2 – 0 | Vitosha Sofia |
| --------------------- | ----- | ------------- |
| Elvira 55' García 77' |       |               |

| Malmö FF    | 1 – 0 | Ajax |
| ----------- | ----- | ---- |
| Persson 43' |       |      |

| Bordeaux    | 1 – 0 | Torpedo Moscova |
| ----------- | ----- | --------------- |
| Fargeon 57' |       |                 |

| Lokomotive Leipzig        | 2 – 0 | Sion |
| ------------------------- | ----- | ---- |
| Marschall 87' Richter 90' |       |      |

### A doua manșă
| Vitosha Sofia | 0 – 2 | Real Zaragoza         |
| ------------- | ----- | --------------------- |
|               |       | Mejías 33' Elvira 82' |

| Ajax                           | 3 – 1 | Malmö FF    |
| ------------------------------ | ----- | ----------- |
| van Basten 23', 72' Winter 61' |       | Lindman 81' |

| Torpedo Moscova                                 | 3 – 2 | Bordeaux              |
| ----------------------------------------------- | ----- | --------------------- |
| Agashkov 49' (pen.), 71' (pen.) Shirinbekov 62' |       | Touré 39' (pen.), 60' |

| Sion | 0 – 0 | Lokomotive Leipzig |
| ---- | ----- | ------------------ |
|      |       |                    |

## Semifinale
| Echipa 1      | Scor gen.   | Echipa 2           | Tur | Retur      |
| ------------- | ----------- | ------------------ | --- | ---------- |
| Real Zaragoza | 2–6         | Ajax               | 2–3 | 0–3        |
| Bordeaux      | 1–1 (5–6 p) | Lokomotive Leipzig | 0–1 | 1–0 (d.p.) |

### Prima manșă
| Real Zaragoza      | 2 – 3 | Ajax                         |
| ------------------ | ----- | ---------------------------- |
| Sosa 13' Señor 71' |       | Witschge 16' Bosman 47', 55' |

| Bordeaux | 0 – 1 | Lokomotive Leipzig |
| -------- | ----- | ------------------ |
|          |       | Bredow 64'         |

### A doua manșă
| Ajax                                       | 3 – 0 | Real Zaragoza |
| ------------------------------------------ | ----- | ------------- |
| van 't Schip 17' Witschge 72' Rijkaard 90' |       |               |

| Lokomotive Leipzig | 0 – 1 (d.p.) 6 – 5 on penalties | Bordeaux   |
| ------------------ | ------------------------------- | ---------- |
|                    |                                 | Vujović 3' |

## Finala
| Ajax           | 1–0 | Lokomotive Leipzig |
| -------------- | --- | ------------------ |
| van Basten 21' |     |                    |

## Golgheteri
Golgheterii din sezonul 1986-87 sunt:
| Loc | Nume                | Echipă             | Goluri |
| --- | ------------------- | ------------------ | ------ |
| 1   | John Bosman         | Ajax               | 8      |
| 2   | Marco van Basten    | Ajax               | 6      |
| 3   | Marek Koniarek      | GKS Katowice       | 5      |
| 4   | Lars Larsson        | Malmö FF           | 4      |
| 4   | Steve Massey        | Wrexham            | 4      |
| 4   | Nikolai Savichev    | Torpedo Moscova    | 4      |
| 4   | Yuri Savichev       | Torpedo Moscova    | 4      |
| 4   | Nasko Sirakov       | Vitosha Sofia      | 4      |
| 4   | Semir Tuce          | Velež Mostar       | 4      |
| 4   | Zlatko Vujović      | Bordeaux           | 4      |
| 11  | Jean-Paul Brigger   | Sion               | 3      |
| 11  | Reinhard Kienast    | Rapid Viena        | 3      |
| 11  | Hans Richter        | Lokomotive Leipzig | 3      |
| 11  | Juan Antonio Señor  | Real Zaragoza      | 3      |
| 11  | Philippe Vercruysse | Bordeaux           | 3      |